# NGC 226
NGC 226 là một thiên hà xoắn ốc nằm cách Mặt trời khoảng 216 triệu năm ánh sáng trong chòm sao Tiên Nữ. Nó được phát hiện vào ngày 21 tháng 12 năm 1786 bởi William Herschel.